# Municipalità regionale della contea di Acton
La municipalità regionale della contea di Acton è una municipalità regionale di contea localizzata nella regione di Montérégie nel Québec. Il capoluogo è Acton Vale.
Creata nel 1982, è composta da otto comuni più piccoli dotati di un po' meno di 16 000 abitanti. La densità media è di 26.5 per chilometro quadrato. Circa la metà della popolazione è concentrata nella città di Acton Vale.

## Suddivisioni
Ci sono 8 suddivisioni all'interno della RCM:
Città (1)
- Acton Vale

Municipalità (3)
- Béthanie
- Saint-Théodore-d'Acton
- Upton

Parrocchie (2)
- Saint-Nazaire-d'Acton
- Sainte-Christine

Borgate (1)
- Roxton

Villaggi (1)
- Roxton Falls

## Società

### Evoluzione demografica
Censimento 2006
| Lingua             | Popolazione | (%)    |
| ------------------ | ----------- | ------ |
| Francese           | 14,475      | 96.53% |
| Inglese            | 145         | 0.97%  |
| Inglese e Francese | 95          | 0.63%  |
| Altre lingue       | 280         | 1.87%  |